# المقصود
المقصود هو متن في علم الصرف، يُنسب لأبي حنيفة. وقد نظمه أحمد بن عبد الرحيم الطهطاوي الشافعي، يشرح فيه علم الصرف.

## نظمه وشروحه
- كتاب عون المعبود في شرح نظم المقصود.
- كتاب الشرح المختصر على نظم المقصود.
- كتاب تهذيب حل المعقود من نظم المقصود.